# Ludmilla Assing
Ludmilla Assing, född den 22 februari 1821 i Hamburg, död den 25 mars 1880 i Florens, var en tysk författarinna. Hon var dotter till Rosa Maria Varnhagen och David Assur Assing samt kusin till Fanny Lewald.
Ludmilla Assing flyttade efter faderns död (1842) till sin morbror, den bekante skriftställaren Varnhagen von Ense, som hon vårdade till hans död. Hon skaffade sig litterärt anseende genom ett par biografier, bland annat en över Sophie von Laroche (1859). Av morbrodern betrodd med att offentliggöra hans litterära kvarlåtenskap, utgav hon först band 8 och 9 av hans Denkwürdigkeiten, Alexander von Humboldts brev till honom (5 upplagor 1860), vilka ådrog henne mycken ovilja, och därefter Varnhagens Tagebücher (14 band, 1861–1870), för vilka hon 1863 och 1864 dömdes till fängelsestraff på grund av vanvördnad mot kungen. Ludmilla Assing hade dock redan 1861 dragit sig undan till Florens, där hon förblev bosatt. Hon utgav vidare Varnhagens valda skrifter (19 band, 1871–1876; 3:e upplagan 1888), furst von Pückler-Muskaus brevväxling och dagböcker (9 band, 1873–1876) med mera och översatte Mazzinis skrifter (2 band, 1868). Ludmilla Assing var 1873–1874 gift med den italienske officeren Cino Grimelli. Hon avled sinnessjuk.